# Tropidophoxinellus spartiaticus
Tropidophoxinellus spartiaticus är en fiskart som först beskrevs av Schmidt-ries, 1943.  Tropidophoxinellus spartiaticus ingår i släktet Tropidophoxinellus och familjen karpfiskar. IUCN kategoriserar arten globalt som sårbar. Inga underarter finns listade i Catalogue of Life.